# Анри Флурноа
Анри Флурноа (на френски: Henri Flournoy) е швейцарски психиатър и психоаналитик.

## Биография
Роден е на 28 март 1886 година в Женева, Швейцария. Син е на Теодор Флурноа, а сестра му е омъжена за Реймонд дьо Сосюр. Обучава се в САЩ и в Германия и става лекар към Червеният кръст по време на Балканските войни от 1912 – 1913 г.
Флурноа преминава обучителна анализа при Карл Юнг, Йохан Опуйсен, Зигмунд Фройд и Херман Нунберг. Участва в създаването на Швейцарското психоаналитично общество и Парижкото психоналитично общество.
Умира на 6 май 1955 година в Женева на 69-годишна възраст.